# Bắc Lâm
Bắc Lâm (chữ Hán giản thể: 北林区, âm Hán Việt: Bắc Lâm khu) là một quận thuộc địa cấp thị Tuy Hóa, tỉnh Hắc Long Giang, Cộng hòa Nhân dân Trung Hoa. Quận Bắc Lâm có diện tích 2723 km², dân số 870.000 người. Mã số bưu chính của quận Bắc Lâm là 152000. Chính quyền nhân dân quận Bắc Lâm đóng tại đường Bắc Nhị Tây. Về mặt hành chính, quận này được chia thành 4 nhai đạo, 12 trấn, 4 hương. 
- Nhai đạo biện sự xứ: Đại Hữu, Cát Thái, Sài Lai, Ái Lộ.
- Trấn: Tứ Phương Đài, Tần Gia, Tây Trưởng Phát, Lợi Dân, Song Hà, Trương Duy, Ngọc Sơn, Tân Hà, Tam Hà, Thái Bình Xuyên, Vĩnh An, Tuy Thắng.
- Hương: Đông Phú, Hưng Phúc, Long Thái, Đông Tân.